# Frode Johnsen
Pour les articles homonymes, voir Johnsen.
Frode Johnsen, né le 17 mars 1974 à Skien en Norvège est un joueur de football international norvégien qui évolue au poste d'avant-centre.

## Biographie

### En club
En janvier 2009, Frode Johnsen rejoint le Shimizu S-Pulse. Il annonce son transfert en novembre 2008, à la fin de la saison.
Frode Johnsen termine sa carrière dans le club de ses débuts, l'Odds BK. Il met un terme à sa carrière professionnelle à l'âge de 41 ans en décembre 2015.

## Palmarès

### Club
Rosenborg BK
- Championnat de Norvège (6) : 2000, 2001, 2002, 2003, 2004, 2006
- Coupe de Norvège : 2003

### Individuel
- Meilleur buteur du Championnat de Norvège : 2001, 2004, 2013

## Buts internationaux
| #    | Date       | Lieu                         | Adversaire     | Résultat | Compétition                        | But inscrit |
| ---- | ---------- | ---------------------------- | -------------- | -------- | ---------------------------------- | ----------- |
| 1-2  | 24/01/2001 | Hong Kong Stadium, Hong Kong | Corée du Sud   | 3-2      | Match amical                       | 2           |
| 3    | 05/09/2001 | Ullevaal Stadion, Oslo       | Pays de Galles | 3-2      | Qualifications coupe du monde 2002 | 1           |
| 4    | 18/08/2004 | Ullevaal Stadion, Oslo       | Belgique       | 2-2      | Match amical                       | 1           |
| 5    | 22/01/2004 | Hong Kong Stadium, Hong Kong | Suède          | 3-0      | Match amical                       | 1           |
| 6    | 25/01/2004 | Hong Kong Stadium, Hong Kong | Honduras       | 3-1      | Match amical                       | 1           |
| 7    | 20/04/2005 | A. Le Coq Arena, Tallinn     | Estonie        | 2-1      | Match amical                       | 1           |
| 8    | 24/05/2005 | Ullevaal Stadion, Oslo       | Costa Rica     | 1-0      | Match amical                       | 1           |
| 9-10 | 24/05/2006 | Ullevaal Stadion, Oslo       | Paraguay       | 2-2      | Match amical                       | 2           |